# Dominique-Jean Larrey
Dominique-Jean Larrey, báró (Beaudéan, Hautes-Pyrénées, 1766. július 8. – Lyon, 1842. július 25.) francia orvos, hadisebész, a sürgősségi sebészet megalapozója. Az Első császárság Nagy Hadseregének fősebészeként részt vett I. Napoléon valamennyi hadjáratában. Orvosi esküjéhez híven az ellenség sebesültjeit is különbségtétel nélkül ellátta. Ezt a magatartását az ellenség is tisztelte: egyszer a kivégzést is ennek köszönhetően kerülte el.

## Élete és munkássága

### Származása
Jean Larrey cipészmester fiaként született a francia Pireneusokban lévő kis faluban, Beaudéan-ban. Szülőháza a falu főutcáján ma is megvan, múzeummá alakítva. Tizenhárom éves korában elvesztette édesapját, és innentől Larrey-t Alexis nagybátyja nevelte, aki Toulouse-ban a szegények kórházának fősebésze, és a város első katonai kórházának alapítója volt. Larrey hat hét gyaloglás után érkezett meg Párizsba 1787 augusztusában, hogy ott folytassa orvosi tanulmányait. Alexis nagybátyja ajánló levelet írt a királyi sebészeti akadémia állandó titkárának, Antoine Louis-nak, aki elvitte Pierre Joseph Desault-hoz, a Cité-szigeti Hôtel-Dieu kórház vezető sebészéhez. 1794-ben feleségül vette Jacques-Louis David tanítványát, Marie-Élisabeth Laville-Leroux festőnőt.

### Katonai pályája

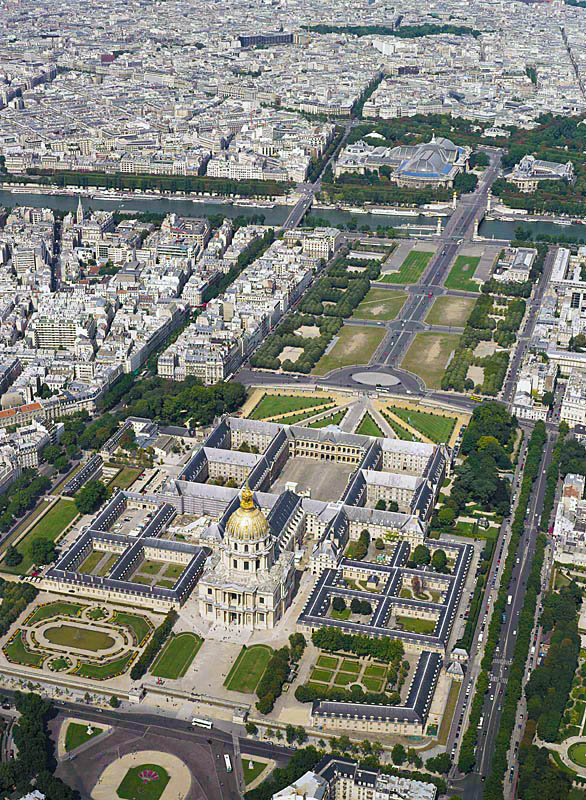
Az Invalidusok képe a levegőből

Larrey 1787-ben kezdte pályafutását a királyi haditengerészet la Vigilante nevű fregattján az Ír-tengeren. A következő évi Párizsba történt visszatérése után ott kapcsolatba került Corvisart-ral(fr) és Bichat-val(fr), valamint Sabatier-vel(fr). Utóbbi az Invalidusok kórházának fősebésze volt. Larrey itt nyert el pályázat útján egy orvosőrnagyi állást.
1792-ben a forradalmi Rajnai hadseregnél lett orvosőrnagy, ami az első lépés volt abban a pályafutásban, amely Larrey-t a Napóleoni háborúk európai és más hadszíntereire vitték, így a spanyol függetlenségi háborúba, az oroszországi hadjáratba, az egyiptomi és szíriai sivatagi hadjáratba. Elsőosztályú sebészként 1792-ben, Nicolas Luckner marsall seregében megszervezte a gyors járművekkel felszerelt mozgó mentőszolgálatot, amely – irányítása alatt – gyorsan ki tudta szállítani a sebesülteket az ellenséges ágyútűz alatt tartott területekről. Ezt követően Adam Philippe de Custine seregében lett vezető sebész. 1794-ben a Toulonban állomásozó 14. köztársasági hadsereg fősebésze lett. Meggyőződéses köztársaságpárti lévén lenyűgözte Napóleon lendületessége, és katonai rátermettsége. 1796-ban rövid időre visszatért a párizsi Val-de-Grâce(fr) katonai gyakorló kórházba, ahol az anatómia és katonai sebészet professzorává nevezték ki. Megbízták az Itáliai hadsereg (1796) kórházainak felügyeletével, majd kinevezték az Egyiptomi hadsereg vezető sebészévé.
Az abukiri csatában ellenséges ágyútűzben megmentette a vállán megsebesült Jean Urbain Fugière tábornokot. Alexandria ostrománál megtalálta a módját annak, hogy lóhúsból egészséges ételt készíttessen a sebesülteknek, és a cél érdekében saját lovait is leölette.

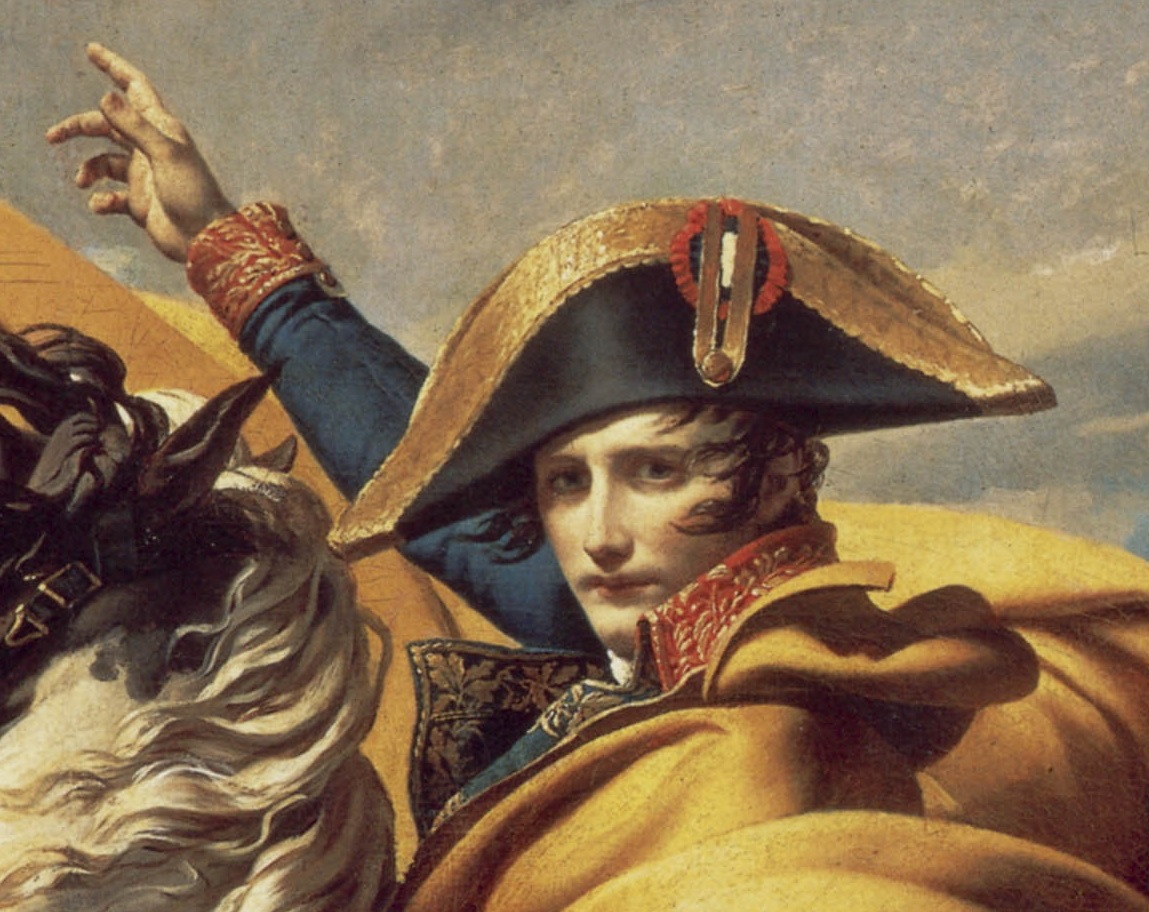
David festménye Napóleonról a Marengói csata után. Bonaparte átkel a Szent Bernát-hágón (a jellegzetes kétvégű tiszti kalap).

1802-ben a Konzuli Gárda fősebésze, 1805-ben a hadsereg egészségügyi szolgálatának főfelügyelője és a Császári Gárda fősebésze lett. 1804-ben Larrey megkapta a Becsületrend egyik első tiszti keresztjét, amit maga az Első konzul nyújtott át neki azzal a megjegyzéssel, hogy „Ez egy nagyon megérdemelt elismerés”. Bekerült a Császárság nemességébe, 1809-ben a Császárság bárójává nevezték ki a wagrami csatamezőn, majd 1810-ben a katonai egészségügyi szolgálat főfelügyelőjévé.
Az Első Császárság valamennyi hadjáratában részt vett a Császári Gárda fősebészeként.
1812 február 12-én a Nagy Hadsereg fősebésze lett. 1813-ban védelmére kelt a kezükön megsebesült újoncoknak, akiket szándékos öncsonkítással vádoltak. Ezzel kivívta  Soult tábornok dühödt haragját.
Amikor a waterlooi csatatéren megsebesült, Larrey a poroszok fogságába került, és már közel állt az agyonlövetéshez, mivel hasonlított Napóleonra, de a poroszok Blücher parancsára, akinek fiát lelkiismeretesen gondozta, végül is szabadon engedték.
A restauráció alatt mellőzték, de a júliusi monarchia idején visszahívták. Az elsők között volt azok között, akiket XVIII. Lajos 1820-ban a Királyi Orvosi Akadémia tagjaivá kinevezett. A Pierre-Alfred Robinet által fehér márványból készített fenséges és monumentális szobra ma is az Orvosi Akadémia előcsarnokában áll Párizsban, a Bonaparte utcában. 1829-ben az Institut de France-hoz tartozó Francia Tudományos Akadémia(fr) tagjává választották.

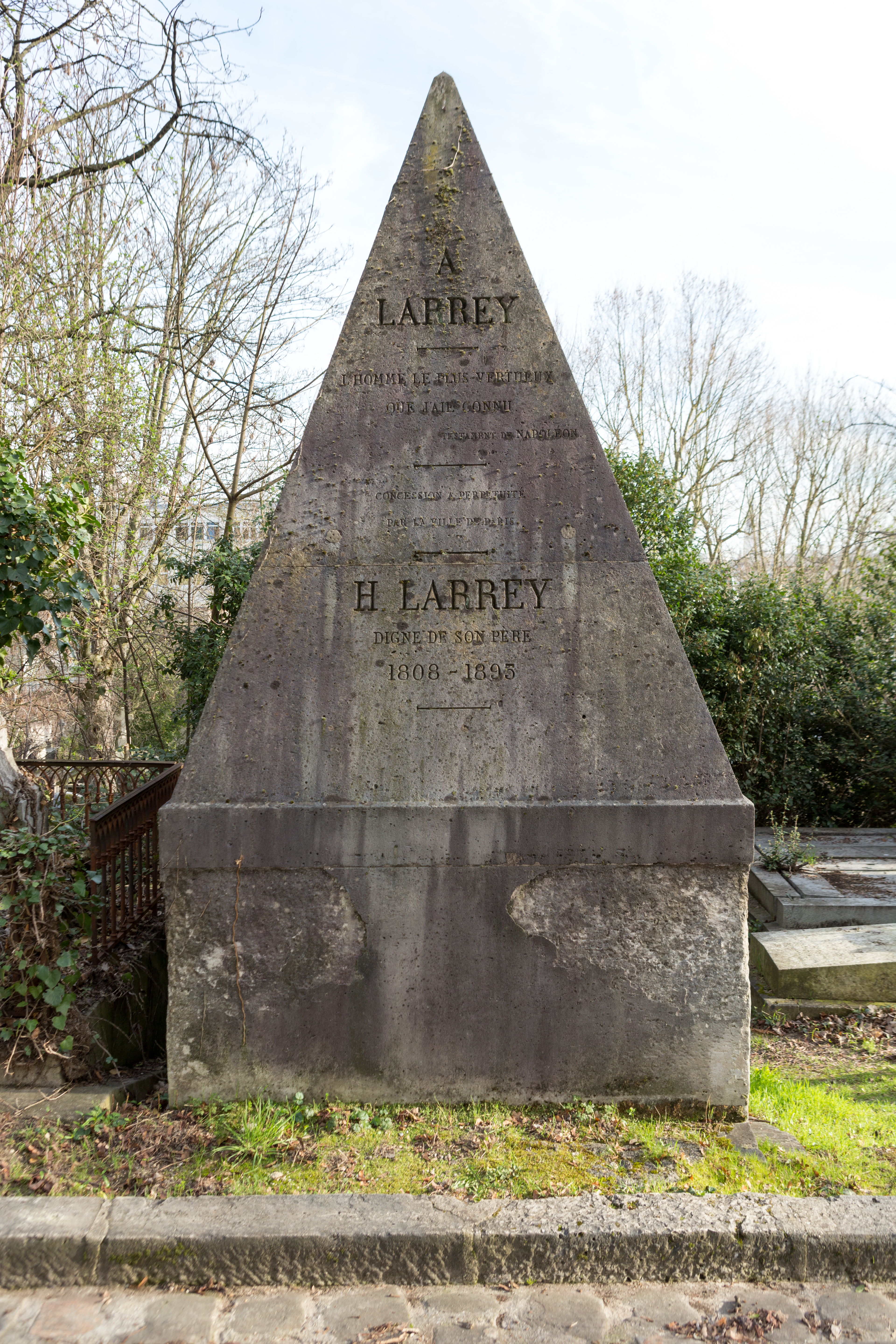
Larrey sírja a párizsi Père-Lachaise temetőben.
Sírfeliratán egy idézet Napóleon végrendeletéből:
Larrey-nak,
a legkiválóbb férfinak, akit valaha is ismertem

Utolsó éveiben a hadsereg Egészségügyi tanácsának tagja. Ebben a minőségében 1842-ben egészségügyi szemlét végzett Algériában. Afrikában megbetegedett, és nyolc nappal később 1842. július 25-én Lyonban elhunyt. Holttestét Párizsba szállították, és augusztus 6-án a Père-Lachaise temető 37. részlegében eltemették. Sírjánál számos beszéd elhangzott. Gilbert Breschet(en), a Francia tudományos akadémia tagja felsorolta az elhunyt sebészeti, orvosi és közegészségügyi témájú tudományos munkáit.

### Az Első Császárság orvosa
Az Első Császárság leghíresebb orvosa maradt. A Sierra Negra-i csatában(en) egyetlen nap alatt nem kevesebb, mint 200 sebesültet amputált. Jó sebésznek tartották abban a korban, amikor nem létezett még érzéstelenítés, képes volt egy percen belül elvégezni egy végtagamputációt (ami fontos volt a beteg szenvedéseinek rövidítésében és a traumás sokk kialakulásának csökkentésében). Abban a korban az amputáció volt az egyetlen hatékony eljárás a sebfertőzések megelőzésére, mivel még nem ismerték az aszeptikus eljárásokat, a fertőzések kezelésére alkalmas antibiotikumok és kemoterápiás szerek pedig csak sokkal később, a második világháború során kezdtek megjelenni és elterjedni. Larrey bevezette a francia seregekbe a „mozgó ambulanciák” rendszerét, amelyekkel baráti és ellenséges sebesülteket egyaránt elszállított azért, hogy el tudja látni őket, nemzetiségtől és rangtól függetlenül, amivel kivívta az ellenséges tisztek és tábornokok megbecsülését is.
Larrey alkalmazta a lárvaterápia módszerét is az egyiptomi és a szíriai hadjárat során. Ez az ókorban is használt módszer azt jelenti, hogy a fertőzött sebekre olyan légylárvákat helyeznek, amelyek csak a fertőzött-bomló szöveteket eszik meg, és ezzel megtisztítják a fertőzéstől azokat.

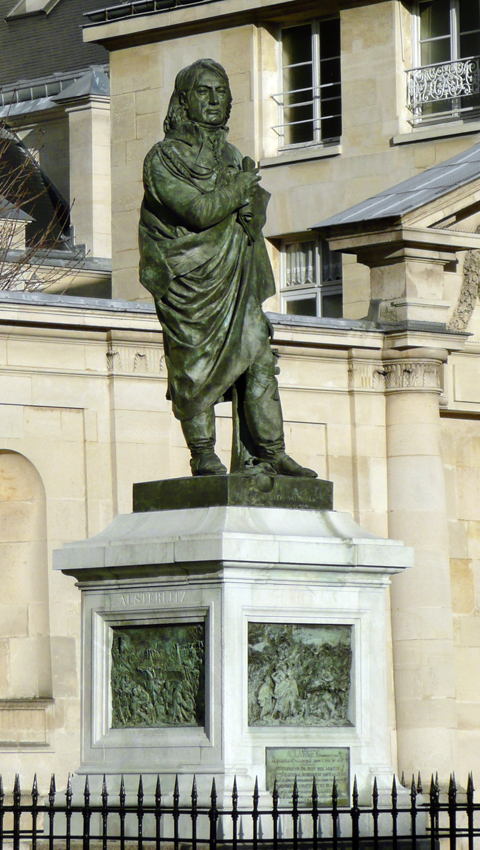
Larrey szobra
a Val-de-Grâce templom udvarán

1830-ban birtokot szerzett az Essonne megyei Bièvres-ben, amit átengedett Félix Hippolyte Larrey fiának (1808–1895), III. Napóleon hadserege fősebészének.  Nagyon színvonalas és érdekes emlékiratokat hagyott hátra, amelyeknek eredeti kiadásából rendkívül kevés maradt fent, és újabb kiadásai is igen ritkák. A Val-de-Grâce szobrot emelt Larrey-nak, amelyet 1850 augusztusában avattak fel. Larrey neve a párizsi Diadalív déli pillérén, a 30. oszlopban bevésve található. Larrey-ről utcát is neveztek el Párizs 5. kerületében.

## Művei
- Mémoire sur l'ophtalmie régnante en Égypte, 17 p. in-4, Caire, Imprimerie nationale, 1800.
- Relation historique et chirurgicale de l'expédition de l'Armée d'Orient en Égypte et en Syrie, 480 p. in-8, Paris, chez Demonville et Sœurs, 1803.
- Mémoires de chirurgie militaire et campagnes, 4 vol. in-8, Smith, Paris, 1812–1817 ; 5e vol. in-8 : Relation médicale de campagnes et voyages , 412 p., Baillière, Paris, 1841.   Rééd., Paris, Rémanences, 1983.   La dernière réédition  en 2 vol. de 1960 p., chez Tallandier, 2004.
- Dominique-Jean Larrey et Christophe Hufeland, Traité de la maladie scrophuleuse, 398 p, 1 vol. in-8, Paris, chez Baillière, libraire, 1821.
- Recueil de mémoires de chirurgie, 319 p, Paris, chez Compère Jeune éditeur, 1821.
- Considérations sur la fièvre jaune, 31 p. in-8, chez Compère Jeune éditeur, 1821. 2e édition, 42 p., 1822.
- Mémoire sur une nouvelle manière de réduire ou de traiter les fractures des membres, compliquées de plaies, 8 p. in-8, Paris, extrait du "Journal complémentaire du Dictionnaire des sciences médicales", tome XX, 1825.
- Mémoire sur le Choléra-morbus, 43 p, Paris, Imprimerie de Mme Huzard, 1831.
- Discours aux funérailles de M. le baron Dupuytren, 4 p. in-4, Paris, Imprimerie Firmin-Didot frères, 1835.
- Notice sur l'épidémie du choléra-morbus indien,  11 p. in-4, Paris, Impr. de Bachelier, 1835.  20 p. in-8, Paris, Mme Huzard, 1835.
- Clinique chirurgicale exercée particulièrement dans les camps et les hôpitaux militaires depuis 1792 jusqu'en 1829 , 5 vol. in-8 avec atlas, Paris, chez Baillère, 1829-1836.

## Bibliográfia
- Docteur Michel Lévy, Éloge funèbre, discours prononcé sur la tombe du Baron Larrey au nom des professeurs du Val-de-Grâce, 8 p., in-8, Paris, Impr. de P. Renouard, 1842.
- Docteur Etienne Pariset, Éloge, lu à la séance annuelle de l'Académie royale de médecine, le 25 nov. 1845. 38 p., in-8, Paris, J.-B. Baillière, 1845.
- Hippolyte Leroy-Dupré, Larrey, Chirurgien en Chef de la Grande Armée, Albessard, 1860
- Paul Triaire, Napoléon et Larrey, Alfred Mame, Tours, 1902
- Eugène Dupeyroux, Le Baron Dominique Larrey, sa vie, son œuvre, in-8, Paris, 1904.
- Charles Framée, Dominique Larrey Chirurgien en Chef de la Grande Armée, 16 p., Les Contemporains N°969, 1911.
- Général Baron Ambert, Trois Hommes de Cœur. Larrey - Daumesnil - Desaix, 142 p., Alfred Mame et Fils, 1927.
- Dr Paul Busquet, Jean-Dominique Larrey, 8 juillet 1766 - 25 juillet 1842, 2 vol. gr. in-8, Paris, Baillière, 1929.
- Henri Drouin, Vie du Baron Larrey, Chirurgien-Chef de la Grande Armée, 59 p., Paris, Les Laboratoires Martinet, 1930.
- André Soubiran, Le Baron Larrey, Chirurgien de Napoléon, Fayard, 1966
- Collectif, Dominique-Jean Larrey un Chirurgien de Légende, plaquette in-8, 16 p., édité par les Amis du Baron Larrey, 1994.
- J.M. Saüt, Dominique-Jean Larrey Chirurgien en Chef des Armées de Napoléon, 55 p., Éditions Pyrénéennes, 2002.
- Jean Marchioni, Place à Monsieur Larrey, Actes Sud, 2003
- Pierre Vayre, Les Larrey. Dominique, Hippolyte...et les autres. Préface de Jean Tulard, Éditions Glyphe, 2005.

## Múzeum
Beaudéani szülőháza ma múzeum, ahol bemutatják élettörténetét és általánosabban a hadisebészet történetét.

## Kitüntetései
- francia Becsületrend:
  - A Becsületrend legionáriusa (XII. esztendő frimaire 26., azaz 1803. december 18.),
  - A Becsületrend tisztje (XII. esztendő prairial 25., azaz 1804. június 24.),
  - A becsületrend parancsnoka (1807. május 12.)

## Címerpajzsa
| Kép | Leírás |
|     | Dominique-Jean Larrey, a Császárság bárója címerpajzsa: „Écartelé : au I, d'or au dromadaire contourné d'azur, adextré d'un palmier de sinople, le tout soutenu d'une terrasse du même ; au II, du franc-quartier des Barons Officiers de Santé attachés aux Armées ; au III, d'azur à trois chevrons d'or ; au IV, coupé : au 1, d'argent, à la barre dentelée de gueules chargée d'une raie (poisson) du champ; au 2, d'or, à la pyramide alaisée de sable.” Beszélő címer: Larrey / la raie („a rája”) |

## Fordítás
- Ez a szócikk részben vagy egészben  a   Dominique-Jean Larrey című francia Wikipédia-szócikk ezen változatának fordításán alapul.  Az eredeti cikk szerkesztőit annak laptörténete sorolja fel. Ez a jelzés csupán a megfogalmazás eredetét és a szerzői jogokat jelzi, nem szolgál a cikkben szereplő információk forrásmegjelöléseként.